# 안양호
안양호(安良鎬, 1957년 4월 15일 ~ , 경북 김천)는 대한민국의 공무원이다. 

## 학력
- 중앙고등학교 졸업
- 고려대학교 행정학 학사
- 런던 정치경제대학교 대학원 행정학 석사

## 경력
- 제22회 행정고시 합격
- 총무처 조직국 제도담당관
- 행정자치부 기획관리실 기획예산담당관
- 대통령비서실 공직기강비서관실 행정관
- 경기도 광명시 부시장
- 경기도 자치행정국장
- 중앙공무원교육원 교수부장
- 중앙인사위원회 인사정책국장
- 소청심사위원회 상임위원
- 2008.08~ 2010.06 : 경기도 행정제1부지사
- 국민권익위원회 중앙행정심판위원회 상임위원
- 2010.08 ~ 2011.06 : 행정안전부 제2차관
- 국제과학비즈니스벨트위원회 당연직위원
- 2011.09 ~ 2014.09 : 제14대 공무원연금공단 이사장
- 2013.10 ~ 2019.03 : 한국자원봉사포럼 수석부회장
- 2015.02 ~ 2020.04 : 한국자원봉사문화 이사
- 2015.02 ~ 2016.12 : 공공기관경영평가단 기관장평가팀장
- 2016.07 ~ 2020.07 : 국무총리실 국제개발협력위원회 민간위원
- 2022.11 ~  : 국무총리실 자원봉사진흥위원회 민간위원

## 참고
| 전임 정창섭 | 경기도 제1행정부지사 2008년 3월 14일 ~ 2010년 6월 29일 | 후임 최홍철 |

| 전임 강병규 | 제3대 행정안전부 제2차관 2010년 8월 16일 ~ 2011년 6월 6일 | 후임 이종배 |